# Selbstfahrende Arbeitsmaschine

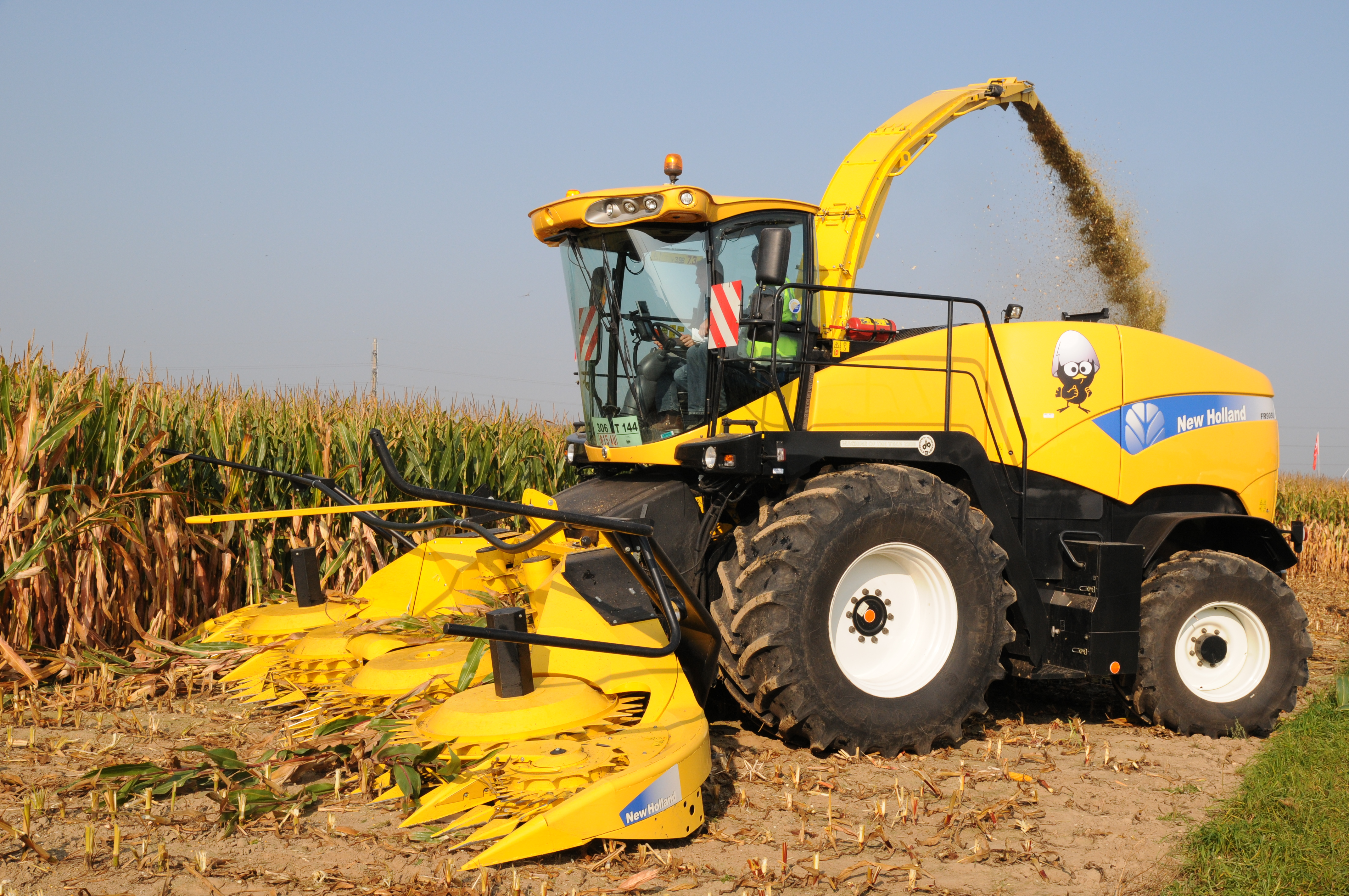
Erntemaschine

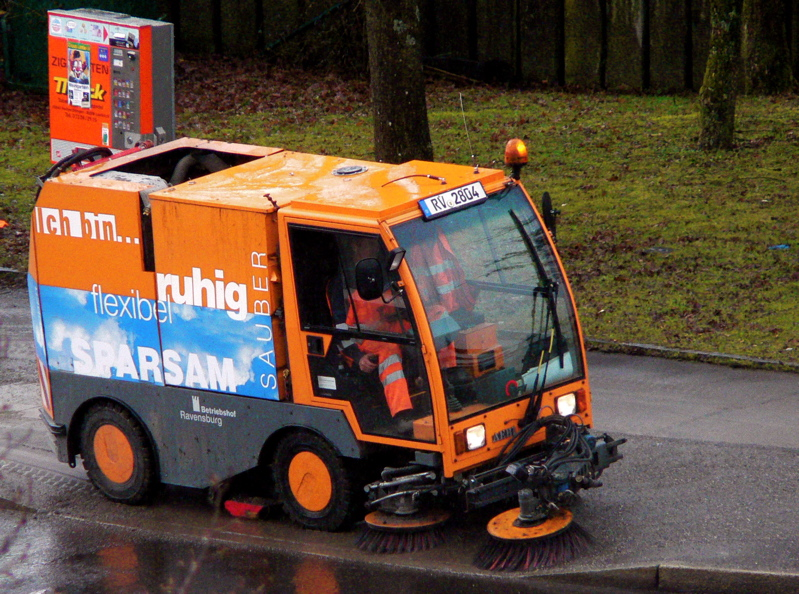
Kehrmaschine

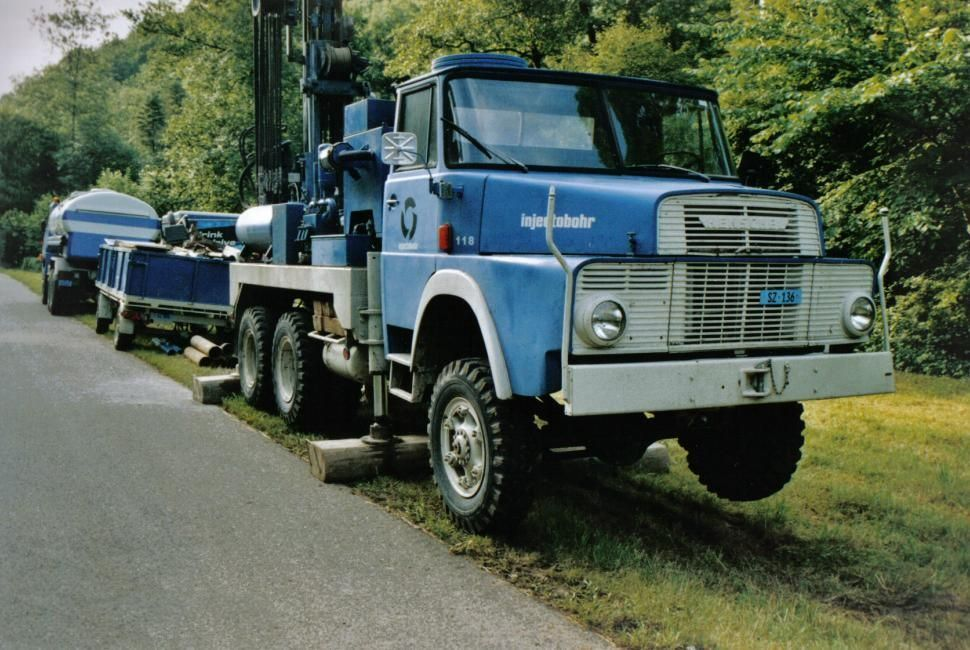
Bohrgerät

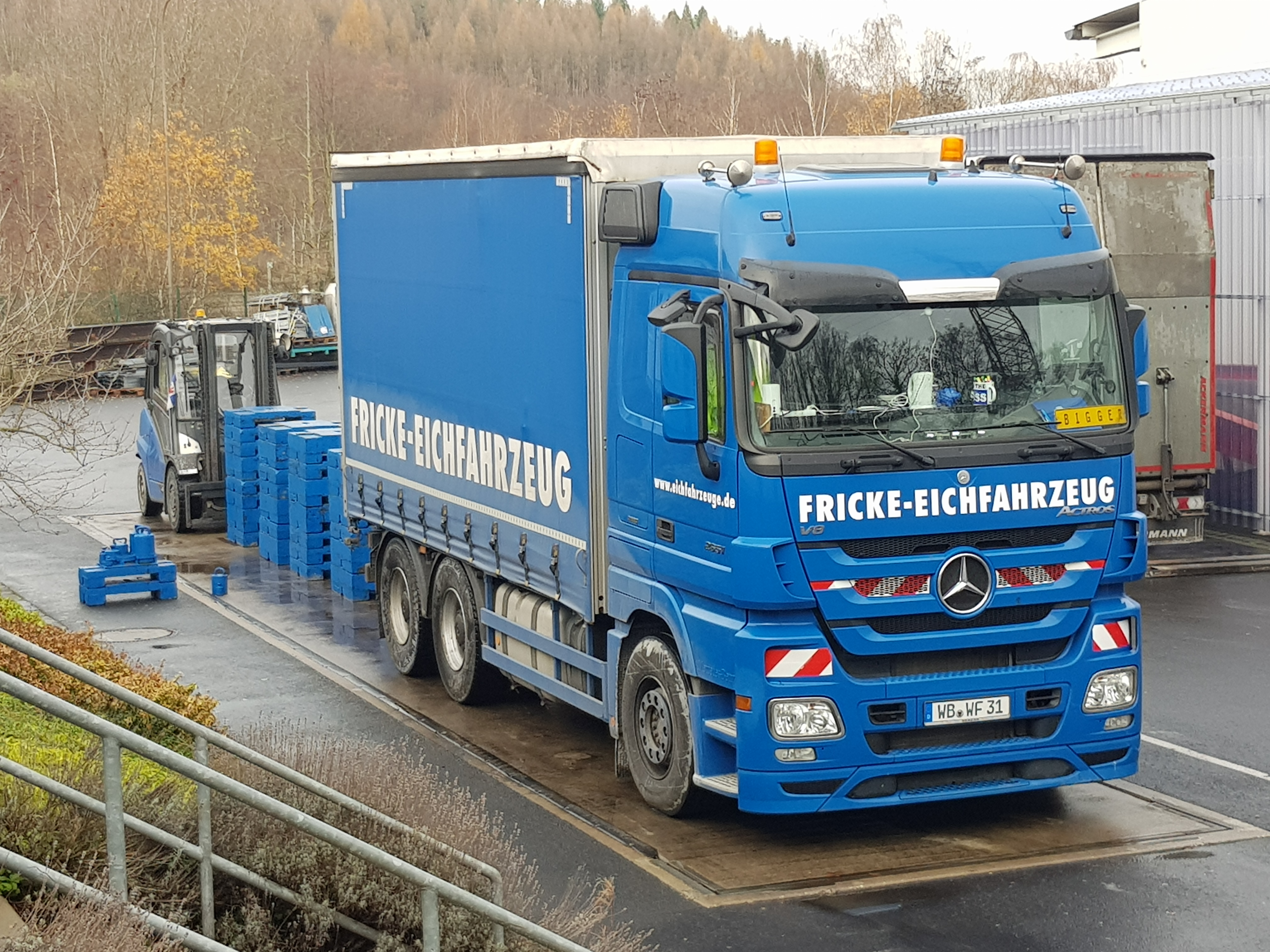
Eichfahrzeug

Selbstfahrende Arbeitsmaschinen (sfAM) sind Kraftfahrzeuge, „die nach ihrer Bauart und ihren besonderen, mit dem Fahrzeug fest verbundenen Einrichtungen zur Verrichtung von Arbeiten, jedoch nicht zur Beförderung von Personen oder Gütern bestimmt und geeignet sind.“ (§ 2 Nr. 17 FZV). Zu unterscheiden sind sie insofern vor allem von den solchen Beförderungszwecken dienenden Nutzfahrzeugen.
Bei ihnen handelt es sich trotz des ähnlich klingenden Begriffs nicht um selbstfahrende Kraftfahrzeuge, sie werden immer noch (Stand 2023) von Fahrern gesteuert (siehe auch unten Fahrerlaubnisrecht).

## Zulassungs- und Versicherungsrecht in Deutschland
Selbstfahrende Arbeitsmaschinen sind gemäß § 3 Abs. 2 Nr. 1a FZV zulassungsfrei und dementsprechend i. S. d. § 3 Nr. 1 KraftStG von der Kraftfahrzeugsteuer befreit. Alle selbstfahrenden Arbeitsmaschinen mit einer bauartbedingten Höchstgeschwindigkeit (bbH) von bis zu 20 km/h müssen eine gültige Betriebs- oder Einzelbetriebserlaubnis vorweisen, um in Betrieb gesetzt werden zu dürfen.
Liegt eine bbH von mehr als 20 km/h vor, muss zudem ein amtliches Kennzeichen der örtlichen Zulassungsbehörde beantragt werden. Durch die Steuerbefreiung wird in diesen Fällen ein grünes Kennzeichen vergeben (§ 4 Abs. 2 Nr. 1, § 9 Abs. 2 FZV). Bei einer Höchstgeschwindigkeit von maximal 20 km/h muss der Halter des Fahrzeugs seinen vollständigen Namen und seinen Wohnort oder die Firmenanschrift zumindest auf der linken Seite des Fahrzeugs dauerhaft und deutlich lesbar anbringen, um in Schadensfällen eventuelle Haftungsangelegenheiten ermöglichen zu können (§ 4 Abs. 4 FZV).
Für selbstfahrende Arbeitsmaschinen mit Kennzeichen wird eine Zulassungsbescheinigung Teil 1 ausgegeben, die beim Betrieb des Fahrzeugs ständig mitzuführen und auf Verlangen auszuhändigen ist. Bei Maschinen bis 20 km/h bbH genügt das Mitführen der Übereinstimmungsbescheinigung oder Einzelgenehmigung.
Werden selbstfahrende Arbeitsmaschinen entgegen ihrer Bestimmung zweckentfremdet und beispielsweise für Güterverkehr eingesetzt, entfällt die Steuerfreiheit. Dies kann als Steuerhinterziehung bestraft werden.
Für eine selbstfahrende Arbeitsmaschine mit mehr als 20 km/h Höchstgeschwindigkeit muss ihr Halter eine Kfz-Haftpflichtversicherung abschließen, bevor sie auf öffentlichen Wegen oder Plätzen verwendet wird. Liegt die bauartbedingte Höchstgeschwindigkeit bei maximal 20 km/h, besteht keine Versicherungspflicht. In diesen Fällen werden Schadensfälle von der Betriebshaftpflichtversicherung oder Privathaftpflichtversicherung gedeckt.
Selbstfahrende Arbeitsmaschinen werden von 1937 bis 2012 in § 18 StVZO, seit 2012 in § 2 Nr. 17 FZV geregelt. 
Soweit die in den §§ 32 und 34 StVZO festgelegten Abmessungen und Gewichte überschritten werden, ist für die Benutzung von selbstfahrenden Arbeitsmaschinen auf öffentlichen Straßen eine Ausnahmegenehmigung nach § 70 StVZO erforderlich. Darüber hinaus ist die Benutzung von selbstfahrenden Arbeitsmaschinen im öffentlichen Straßenverkehr, die nicht den in der StVZO normierten Abmessungen oder Gewichten entsprechen, erlaubnispflichtig (§ 29 Abs. 3 StVO). Für selbstfahrende Arbeitsmaschinen gelten insoweit Sonderbestimmungen, dass die Vorschriften über Fahrzeitbeschränkungen für bestimmte Straßen nicht anzuwenden sind, wenn eine Gesamtmasse von 54 t nicht überschritten wird (vgl. Rn. 147 der VwV-StVO zu § 29 StVO).
Klassische selbstfahrende Arbeitsmaschinen sind Bagger, Radlader, Autokran, Erntemaschine, Mähdrescher, Schienenreinigungsfahrzeug, Schneepflug, Straßenwalze, Übertragungswagen, Eichfahrzeug u. a.

## Fahrerlaubnisrecht
Arbeitsmaschinen mit einer bauartbedingten Höchstgeschwindigkeit (bbH) von maximal 6 km/h sind fahrerlaubnisfrei. Für selbstfahrende Arbeitsmaschinen bis 25 km/h bbH genügt die Fahrerlaubnisklasse L. Ab einer bbH von 26 km/h bis einschließlich 40 km/h darf zwar mit der Fahrerlaubnis der Klasse T gefahren werden (also ohne Einschränkung der zulässigen Gesamtmasse); dies gilt jedoch nur wenn die sfAM nach ihrer Bauart zur Verwendung für land- oder forstwirtschaftliche Zwecke bestimmt ist und darüber hinaus für solche Zwecke eingesetzt wird. Ansonsten ist ab 26 km/h bbH erforderlich:
- bis 3500 kg zulässige Gesamtmasse die Fahrerlaubnisklasse B,
- bis 7500 kg die Klasse C1 und
- für alle schwereren Maschinen Klasse C.

## Gabelstapler
Auf Staplerfahrzeuge (die für das Aufnehmen, Heben, Bewegen und Positionieren von Lasten bestimmt und geeignet sind; gem. § 2 Nr. 18 FZV) sind die obigen Vorschriften entsprechend anzuwenden.

## Situation in Österreich
Für Selbstfahrende Arbeitsmaschinen und Anhänger-Arbeitsmaschinen gelten laut § 93 Kraftfahrgesetz und Erwähnungen in anderen Paragraphen zahlreiche Sonderbestimmungen.

## Situation in der Schweiz
Selbstfahrende Arbeitsmaschinen werden in der Schweiz als Arbeitsfahrzeuge bezeichnet und besitzen ein blaues Kontrollschild.